# Provincia marítima de Ceuta
La provincia marítima de Ceuta es una de las treinta provincias marítimas en que se divide el litoral español. Su matrícula es CU y comprende todas las aguas circundantes al territorio de la ciudad autónoma de Ceuta.